# Churlin Bajo
Churlin Bajo, cuyo nombre completo es Santa Rosa de Churlin, es una localidad peruana ubicada en el distrito de Pativilca, perteneciente a la provincia de Barranca del departamento de Lima, en la costa central del Perú. 

## Ubicación
Churlin Bajo se ubica al norte de la provincia de Barranca, en el distrito de Pativilca, en el departamento de Lima.

## Demografía
En 2017 Churlin Bajo tenía una población de 40 habitantes.